# Емилиан (Пиперкович)
Епископ Емилиан (в миру Неделько Пиперкович, серб. Недељко Пиперковић; 23 августа 1886, Липлян, Косовский вилайет — 10 сентября 1970, Заечар, Сербия) — епископ Сербской Православной Церкви, епископ Тимокский (1922—1970). Сербский богослов и церковный писатель.

## Биография
По окончании школы в Липляне учился в начальной гимназии в Приштине и Салониках. Затем поступил в Богословскую школу на острове Халки, где учился вместе с будущим Константинопольским патриархом Афинагором (Спиру).
В 1910 году был законоучителем гимназии в Скопье.
В 1911 году в монастыре архистратига Михаила в Кучевиште (ныне — на территории Республики Македонии) был пострижен в монашество.
15 августа того же года митрополитом Скопским Викентием (Крджичем) был рукоположён в сан диакона.
В 1913—1918 годы как стипендиат Синода Сербской Православной Церкви учился на богословском факультете Афинского университета.
В 1919 году защитил докторскую диссертацию «Иллирик и канонические права Римской и Константинопольской Церквей над ним».
Был секретарём архиепископа Сербского и митрополита Белградского Димитрия (Павловича) во время пребывания последнего на острове Керкира. Входил в состав делегации Сербской Православной Церкви, которая вела в Константинополе переговоры о передаче освобожденных после первой мировой войны территорий в юрисдикцию Сербской Церкви и о восстановлении Сербской Патриархии.
29 июня 1920 году Митрополитом Белградским Димитрием (Павловичем) рукоположён в сан иерея и назначен законоучителем Белградской реальной гимназии, а затем назначен преподавателем Духовной семинарии в Сремских Карловцах. 22 марта 1921 года стал профессором данной семинарии.
23 января 1922 года в кафедральном соборе во имя святителя Николая в Сремских Карловцах был рукоположён во епископа Тимокского.
Торжественное настолование на епископский престол состоялось лишь 27 марта 1922 года из-за работ по ремонту двора в Заечаре.
Неоднократно выполнял ответственные задания руководства Сербской Православной Церкви. Участвовал в интронизации Патриарха Румынского Мирона (Кристи) в 1925 году.
Написал работу «Один исторический взгляд на положение Тимокской области» («Један историјски поглед на положај тимочке области», 1924). В его время напечатана «Летопись Тимокской епархии» в 10 книгах, публиковалась в период 1923—1932 годов. Печатал свои труды в периодических изданиях: «Гласнике» (официальный печатный орган СПЦ) и греческих «᾿Εκκλησιαστικὸς φάρος», «᾿Εκλησιαστικός κήρυξ».
В 1930 году принял участие в работе Подготовительной межправославной комиссии на Афоне, составлявшей программу для Просинода православных Церквей. Через год опубликовал книгу о работе этой комиссии — «Подготовительная межправославная комиссия в монастыре Ватопед» (Припремна међуправославна комисиjа у Ватопеду. Сремски Карловци, 1931).
В 1936 году совершил освящение часовни в Фессалонике в память сербских воинов, погибших в Первой мировой войне.
Возглавлял делегацию Сербской Православной Церкви на торжествах в честь 1900-летия прибытия апостола Павла в Грецию.
7 июля 1941 года, после оккупации Югославии фашистскими войсками, епископ Емилиан, епископ Бачский Ириней (Чирич), епископ Зворникско-Тузланский Нектарий (Круль) и епископ Нишский Иоанн (Илич) посетили находившегося под домашним арестом в монастыре Раковица Патриарха Сербского Гавриила V, приняли у него полномочия по управлению СПЦ и впоследствии во главе с митрополитом Скопским Иосифом (Цвийовичем) осуществляли управление Церковью в период вынужденной эмиграции Патриарха Гавриила V. Придерживаясь принципа невмешательства в политику, архиереи стремились к сотрудничеству с властями, но твёрдо и бескомпромиссно отстаивали свободу Церкви.
В феврале 1945 года в составе делегации Сербской православной церкви присутствовал в Москве на интронизации Патриарха Московского и всея Руси Алексия I.
После возвращения из эмиграции Патриарха Гавриила в 1946 году отошёл от активной церковно-политической деятельности и вернулся к управлению Тимокской епархией, которая хотя и находилась в немецкой оккупационной зоне, но в ходе войны практически не пострадала.
5 марта 1964 года когда Архиерейский Собор Сербской Православной Церкви постановил лишить сана ушедшего в раскол епископа Американско-Канадского Дионисия, против этого решения выступили только епископ Тимокский Емилиан и епископ Рашско-Призренский Павел.
В августе 1970 года из-за болезни не смог принять участие в торжествах в честь 50-летия восстановления Сербской Патриархии. В письме Патриарху Герману он сообщил, что тяжело переживает своё отсутствие на заседании, так как является «единственным живым из шести членов делегации, которая в 1919—1920 годах вела переговоры со Вселенской Патриархией».
Скончался 10 сентября 1970 года в Заечаре. Похоронен в Соборной церкви Заечара.

## Награды
- Орден Святого Саввы I и II степени
- Орден Короны Румынии I степени[3]